# Leuconitocris bimaculata
Leuconitocris bimaculata é uma espécie de escaravelho da família Cerambycidae.  Foi descrito por Franz em 1942.